# Giacomo della Porta

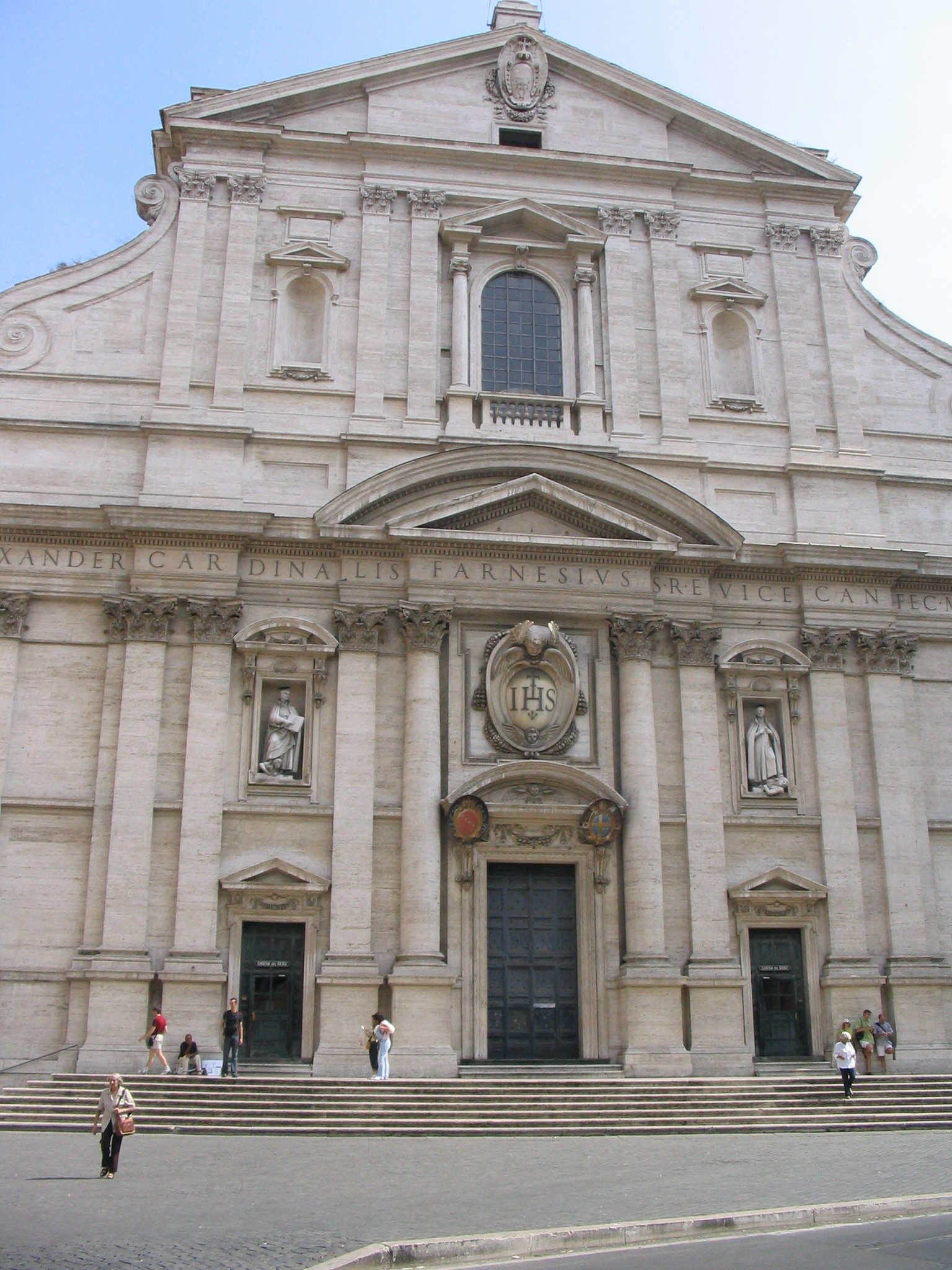
Façana de la famosa església del Gesù a Roma

Giacomo della Porta (c. 1533 - Roma, 1602) va ser un escultor i arquitecte italià, que va treballar en molts edificis importants a Roma, incloent-hi la basílica de Sant Pere al Vaticà.

## Biografia
Della Porta va néixer a Porlezza, Llombardia. Col·laborador de Miquel Àngel i alumne de Jacopo Vignola, va ser influït per tots dos mestres. Després de 1563, va treballar sobre els plànols de Miquel Àngel per a la reconstrucció dels espais oberts de la capital: al turó del Capitoli va intervenir a la façana, i a les escalinates del palau Senatorial. Després de la mort de Vignola, el 1573, va continuar la construcció de l'església del Gesù, i el 1584 va modificar la seva façana amb el seu propi disseny. Des del 1573, va liderar la reconstrucció de la basílica de Sant Pere, i posteriorment, en col·laboració amb Domenico Fontana, va completar-ne la cúpula (1588-1590).
Della Porta va completar la majoria de les fonts romanes del segle xvi, incloent-hi les de Neptú i del Moro.

## Principals obres
- Oratori del Santíssim Crucifix (1562-1568)
- Església del Gesù (1571-1575)
- Fonts al palau Borghese (1573)
- Fonts a la plaça Colonna (1574)
- Petita font a plaça Navona (1574)
- Font a la piazza della Rotonda, davant del Panteó
- Palau Senatori (1573-1602)
- Palau della Sapienza (1578-1602)
- Palau Capizucchi (1580)
- Santa Maria dei Monti (1580)
- Sant'Atanasio dei Greci (1581)
- Façana de San Luigi dei Francesi (1589)
- Font de les Tortugues (1584)
- Santa Maria Scala Coeli
- Palau Marescotti (1585)
- Palau Serlupi (1585)
- Trinità dei Monti (1586)
- Font di Piazza allí Monti (1589)
- Cúpula de la basílica de Sant Pere (1588-90)[1]